# إيدور غوديونسن

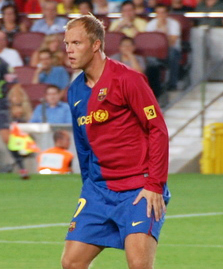
إيدور غوديونسون

إيدور سماري غوديونسون (Eiður Guðjohnsen)، من مواليد 15 سبتمبر 1978 في ريكيافيك في آيسلندا، لاعب كرة قدم آيسلندي.
لعب في نادي فالور، وشارك معهم في 17 مباراة وسجل 7 أهداف، وفي عام 1994 انتقل إلى نادي بي أس في آيندهوفن الهولندي، ولعب معهم حتى عام 1996، وشارك معهم في 13 مباراة وسجل 3 أهداف، وفي عام 1996 انتقل إلى نادي ريكيافيك، ولعب معهم حتى عام 1998، وشارك معهم في 6 مباريات، وفي عام 1998 انتقل إلى نادي بولتون واندرز الإنجليزي، ولعب معهم حتى عام 2000، وشارك معهم في 55 مباراة وسجل 18 هدف، وفي عام 2000 انتقل إلى نادي تشيلسي الإنجليزي، ولعب معهم حتى عام 2006، وشارك معهم في 263 مباراة وسجل 78 هدف، ومنذ عام 2006 وهو يلعب مع نادي برشلونة الإسباني وفي صيف 2009 انتقل إلى نادي موناكو الفرنسي قادما من برشلونة الأسباني وفي عام 2010 انتقل إلى نادي ستوك سيتي الإنجليزي.
و قد بدأ باللعب مع منتخب آيسلندا لكرة القدم في عام 1996.

## روابط خارجية
- إيدور غوديونسن على موقع الاتحاد الدولي (مؤرشف)  (الإنجليزية)
- إيدور غوديونسن على موقع الاتحاد الأوربي (الإنجليزية)
- إيدور غوديونسن على موقع قاعدة بيانات كرة القدم.إي يو (الإنجليزية)
- إيدور غوديونسن على موقع ليكيب (الفرنسية)
- إيدور غوديونسن على موقع ناشيونال فوتبول تيمز (الإنجليزية)
- إيدور غوديونسن على موقع Soccerbase.com (لاعب) (الإنجليزية)
- إيدور غوديونسن على موقع Soccerway.com (الإنجليزية)
- إيدور غوديونسن على موقع عالم كرة القدم.نت (الإنجليزية)
- إيدور غوديونسن على موقع AS.com (الإسبانية)